# Rodovia Trans-Canadá

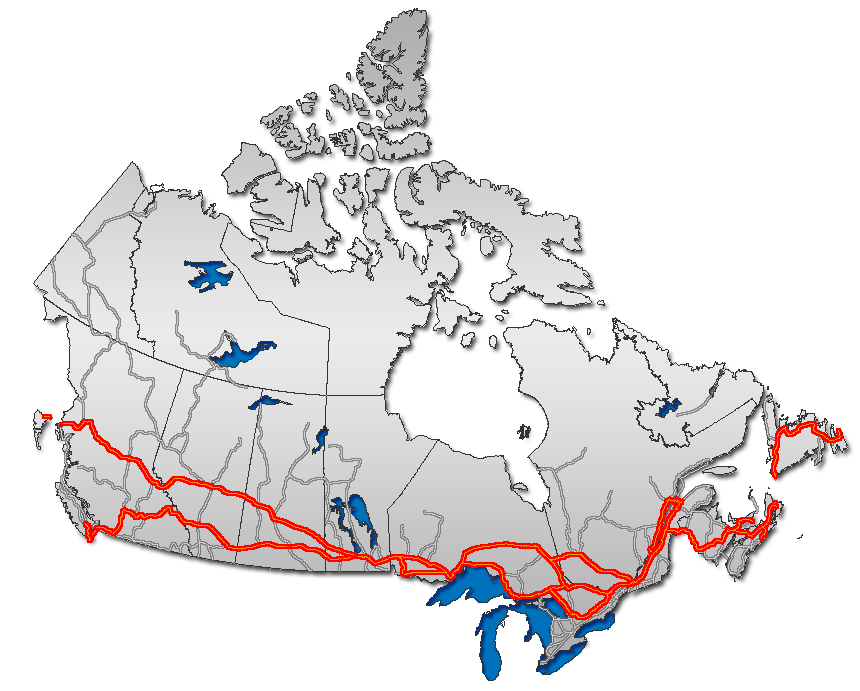
Mapa da Rodovia Trans-Canadá.

A Rodovia Trans-Canadá (em inglês:  Trans-Canada Highway e em francês:  Route Transcanadienne) é um sistema de rodovias federais-provinciais que une as dez províncias do Canadá.
É, juntamente com a Rodovia Trans-Siberiana e a Rodovia 1 na Austrália, uma das mais longas autoestradas nacionais do mundo, com cerca de 8.030 km de extensão. O sistema foi aprovado pelo Trans-Canada Highway Act de 1948, a construção começou em 1950, inaugurado oficialmente em 1962, e concluído em 1971. 
Em boa parte do Canadá, existem pelo menos duas rotas designadas como parte da Rodovia Trans-Canadá. Por exemplo, nas províncias ocidentais, tanto a rota Rodovia Trans-Canadá principal quanto a Yellowhead Highway são parte do sistema da Trans-Canadá.

## Galeria

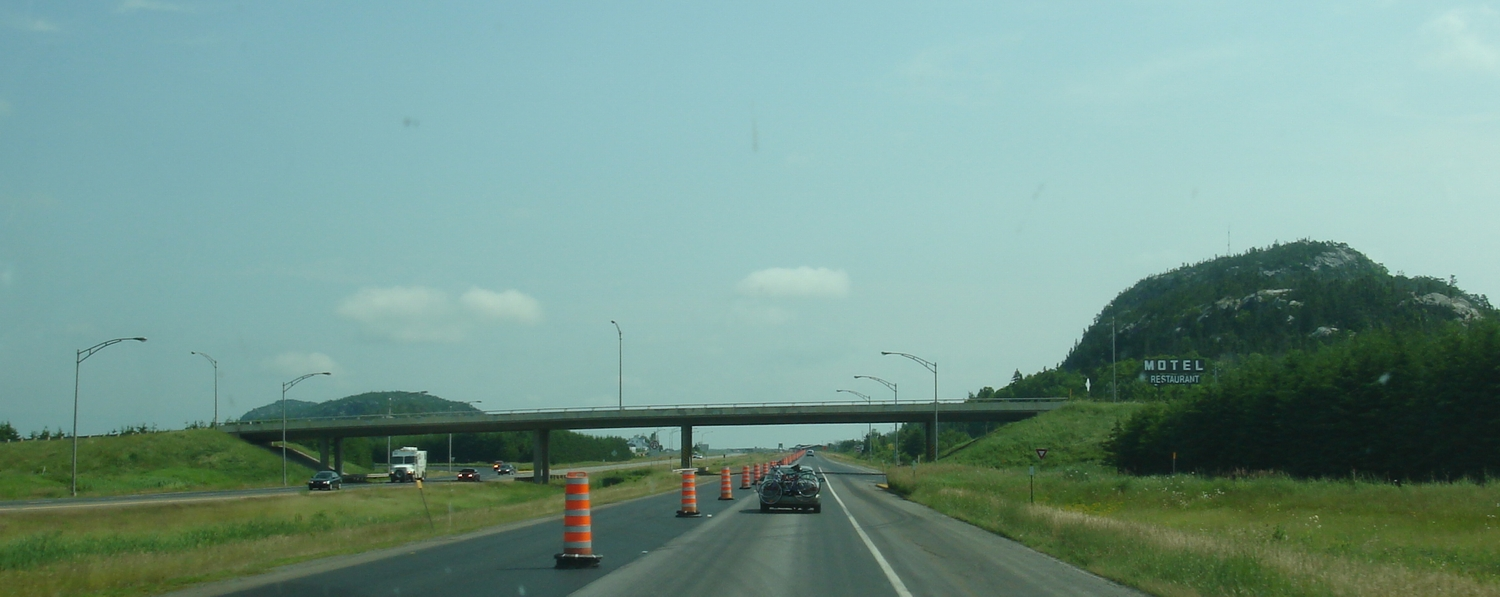
Estrada em Quebec
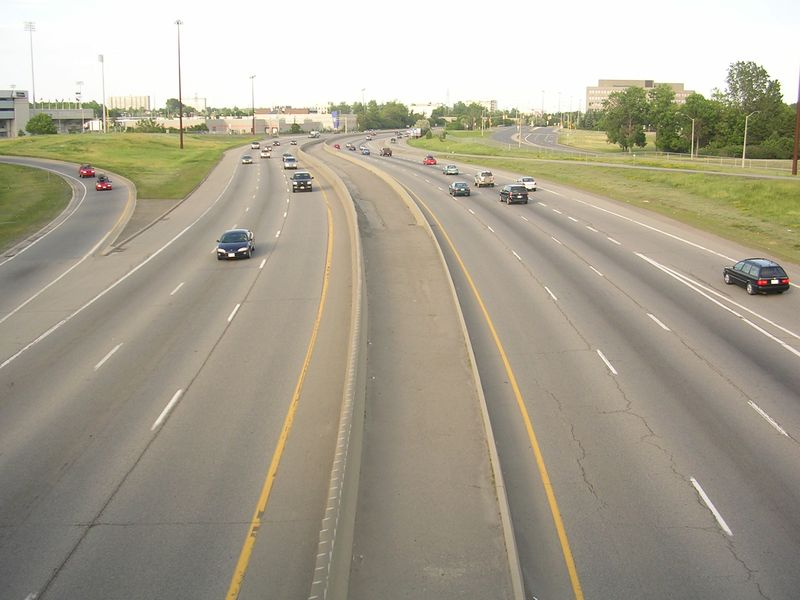
Estrada em Ottawa, Ontario
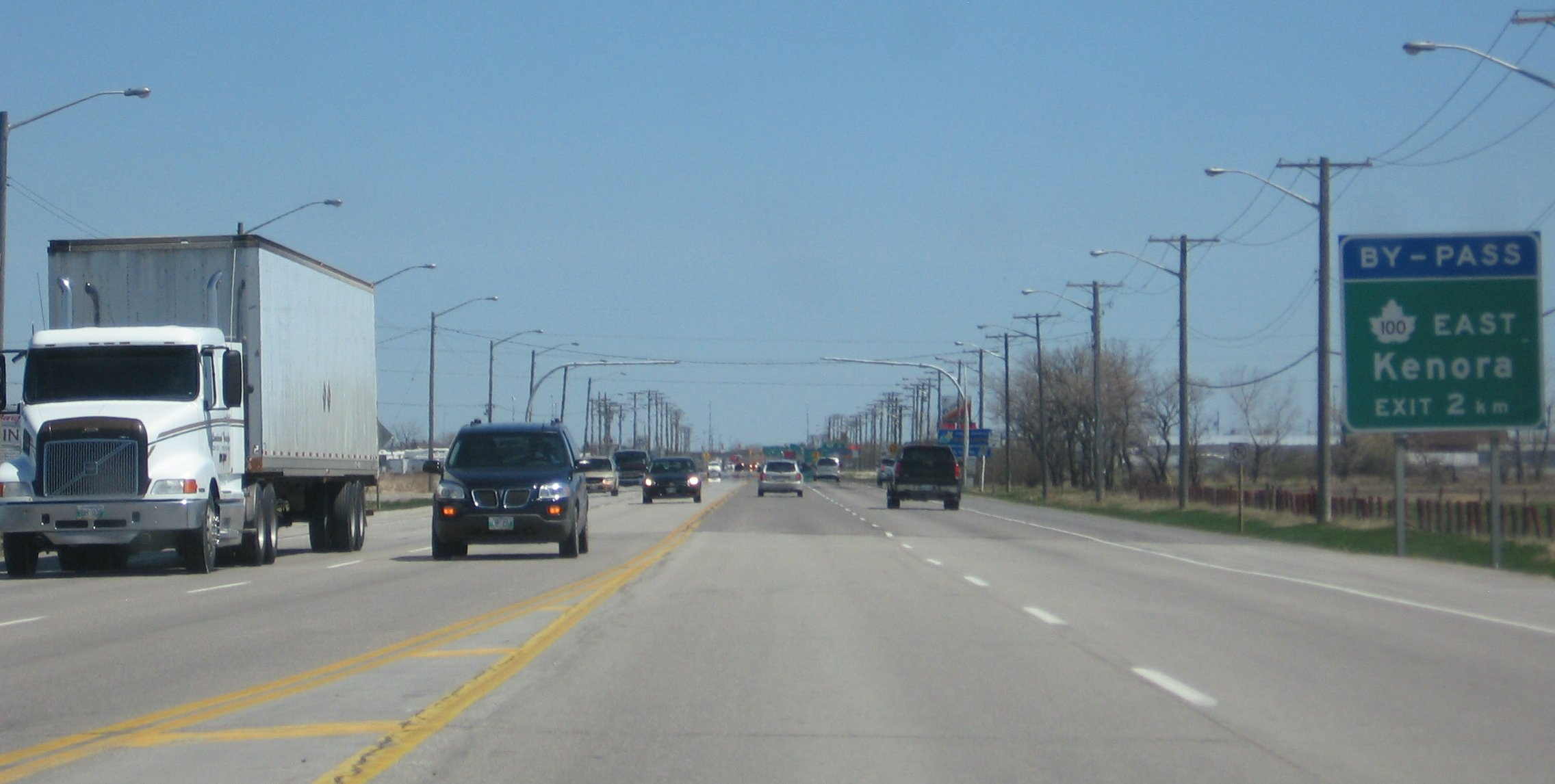
Próximo a Winnipeg, Manitoba
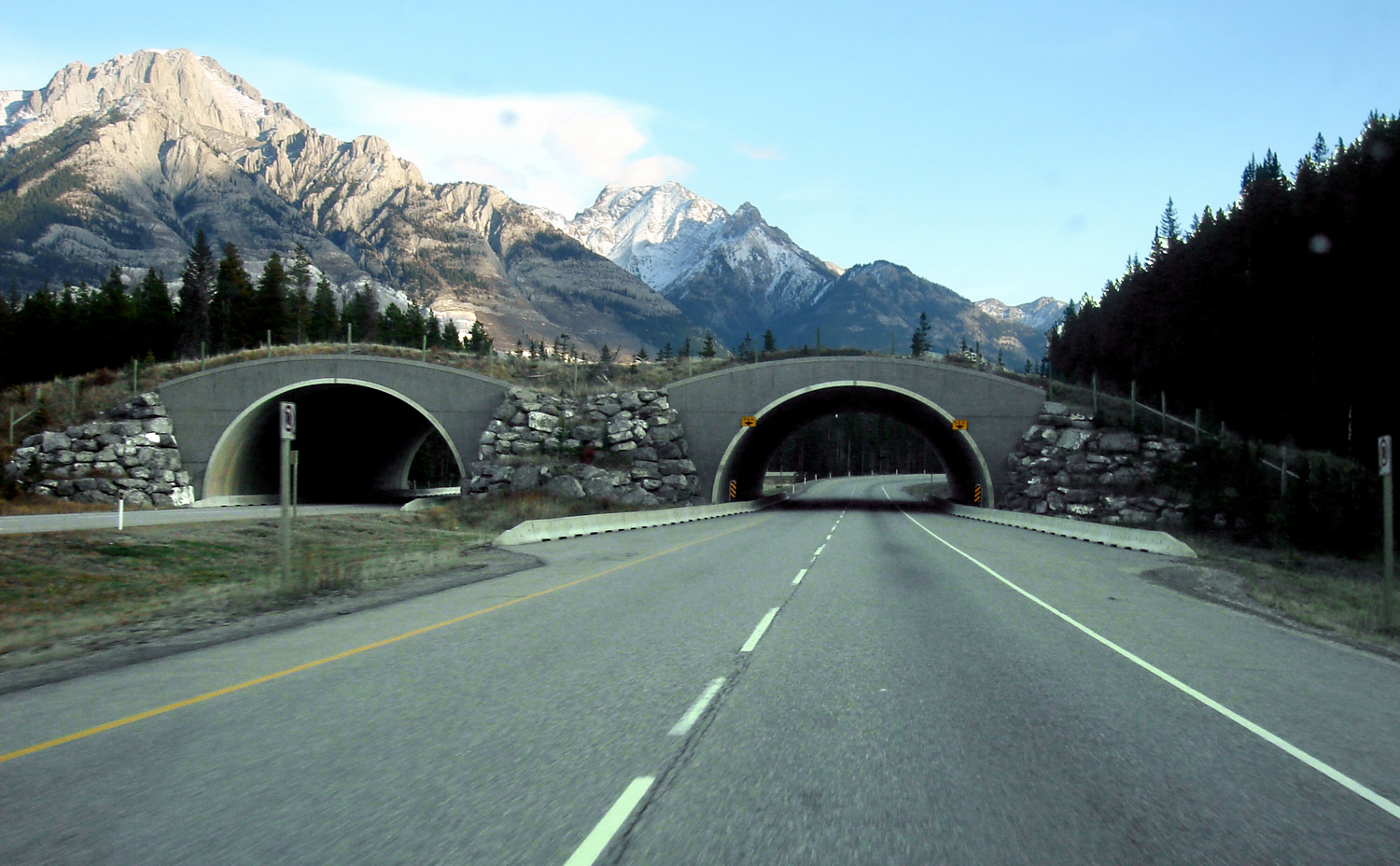
Estrada em Alberta
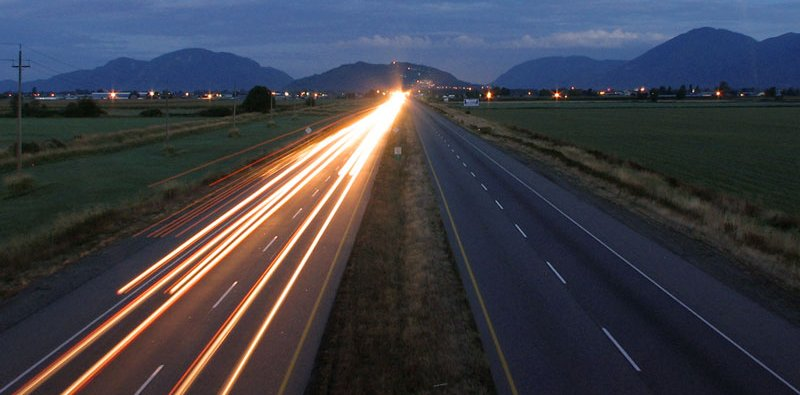
Estrada próxima a Vancouver, Columbia Britânica